# Acosmeryx miskinoides
Acosmeryx miskinoides là một loài bướm đêm thuộc họ Sphingidae. Nó được tìm thấy ở Papua New Guinea.